# Wrightella coccinea
Wrightella coccinea is een zachte koraalsoort uit de familie Melithaeidae. De koraalsoort komt uit het geslacht Wrightella. Wrightella coccinea werd in 1786 voor het eerst wetenschappelijk beschreven door Ellis & Solander. 